# Pere Olivé
Pere Olivé es la firma del tipógrafo, diseñador, maquetador, director de arte, historietista y humorista gráfico Pere Olivé Zaragoza (Barcelona, 1941). Su serie más importante es Nacho García, chico de compañía, de orientación gay.

## Biografía
Pere Olivé pasó al mundo del diseño gráfico de publicaciones y renovó en 1971 la imagen exterior de Patufet (Barcelona 1968-1973). También trabajó en "TBO".
Como Director Artístico del Grupo Planeta entre 1984 y 2006, hizo una profunda renovación gráfica de todas las publicaciones de dicho imperio editorial. Al mismo tiempo, empezó a desarrollar series cómicas para revistas para adultos, incluyendo dos de los primeros magazines gays que surgieron en España, Visado y Código 4.

## Obra

### Series
- Tarzán (Patufet, 1969, con guiones de Orteu)
- País de Faula (Diario de Barcelona, 1980)
- Don Serapión y su loro Cilindrón (1980, Grupo Planeta)
- Cuero's Vivo's (1985, Cuero's junto a Cels Piñol)
- Mundo Gay (1985, Visado)
- Sauna Ibérica (1986, Visado)
- Nacho García, chico de compañía (1987, Código 4)

### Otras publicaciones
- Comics Fanzine (en Aventuras Bizarras)
- Daily que Daily
- Excálibur
- Isidoro
- Muchocomi
- Nena
- Patufet
- Plot
- Por Favor
- Rizos
- TBO (sello Buigas)